# Thờ thiên thể

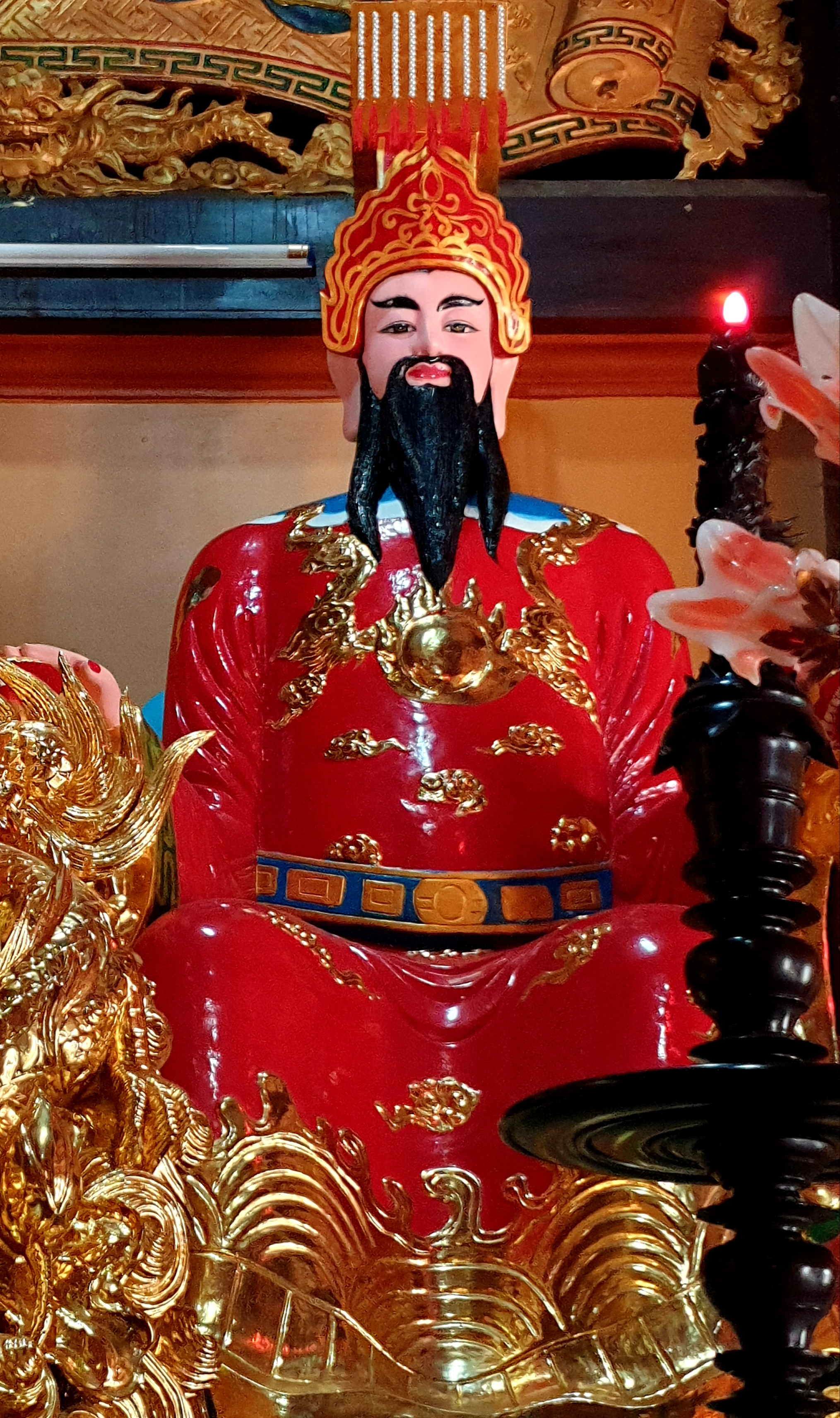
Tượng thờ Ngọc hoàng Thượng đế (Xích Đế) tại chùa Long Thạnh, biểu hiện cho tín ngưỡng thờ Thiên (thờ Trời) của chúng sinh

Thờ thiên thể hay thờ cúng các thiên thể (Worship of heavenly bodies) là sự tôn kính các thực thể trên trời (như các ngôi sao, các vì tinh tú trên bầu trời đêm, các hành tinh hoặc vật thể thiên văn khác) với hình tượng như là các vị thần bầu trời, hoặc sự liên kết của các vị thần với các thiên thể này như là biểu hiện của sự sùng bái tự nhiên (tôn thờ các yếu tố tự nhiên và hiện tượng tự nhiên), những hệ thống thực hành này có thể được gọi là tôn giáo thiên văn hay sùng bái cõi trung giới. Những biểu hiện của việc thờ cúng thiên thể (thực thể trên trời) có thể thấy là việc tôn thờ Thần Mặt trời (trong vai trò là Cha Thiên thượng) và thần trăng (nguyệt thần) trong các hệ thống đa thần trên toàn thế giới. Mối liên hệ của hành tinh với các chư vị thần trong tôn giáo Sumer, tôn giáo Babylon và tôn giáo Hy Lạp cổ đại-Tôn giáo cổ đại La Mã thì sao Thủy, sao Kim, sao Hỏa, sao Mộc và sao Thổ đóng vai trò thần thoại, ở Việt Nam cũng có tín ngưỡng thờ Ngũ hành Nương nương (các mẹ Kim, Mộc, Thủy, Hỏa, Thổ). Các vị thần, nữ thần và ác quỷ cũng có thể được coi là hiện thân của các hiện tượng thiên văn như nguyệt thực, nhật thực, sự thẳng hàng của các hành tinh và sự tương tác rõ ràng của các vật thể hành tinh với các ngôi sao. Thuật ngữ liên quan Chiêm tinh (Astrolatry) thường ngụ ý về hình thức đa thần. Một số tôn giáo Áp-ra-ham cấm chiêm tinh học vì thờ ngẫu tượng. Việc thờ cúng sao cực cũng bị Thiên hoàng ở thời Heian Nhật Bản ra lệnh cấm đoán.

## Tổng quan

### Cận Đông

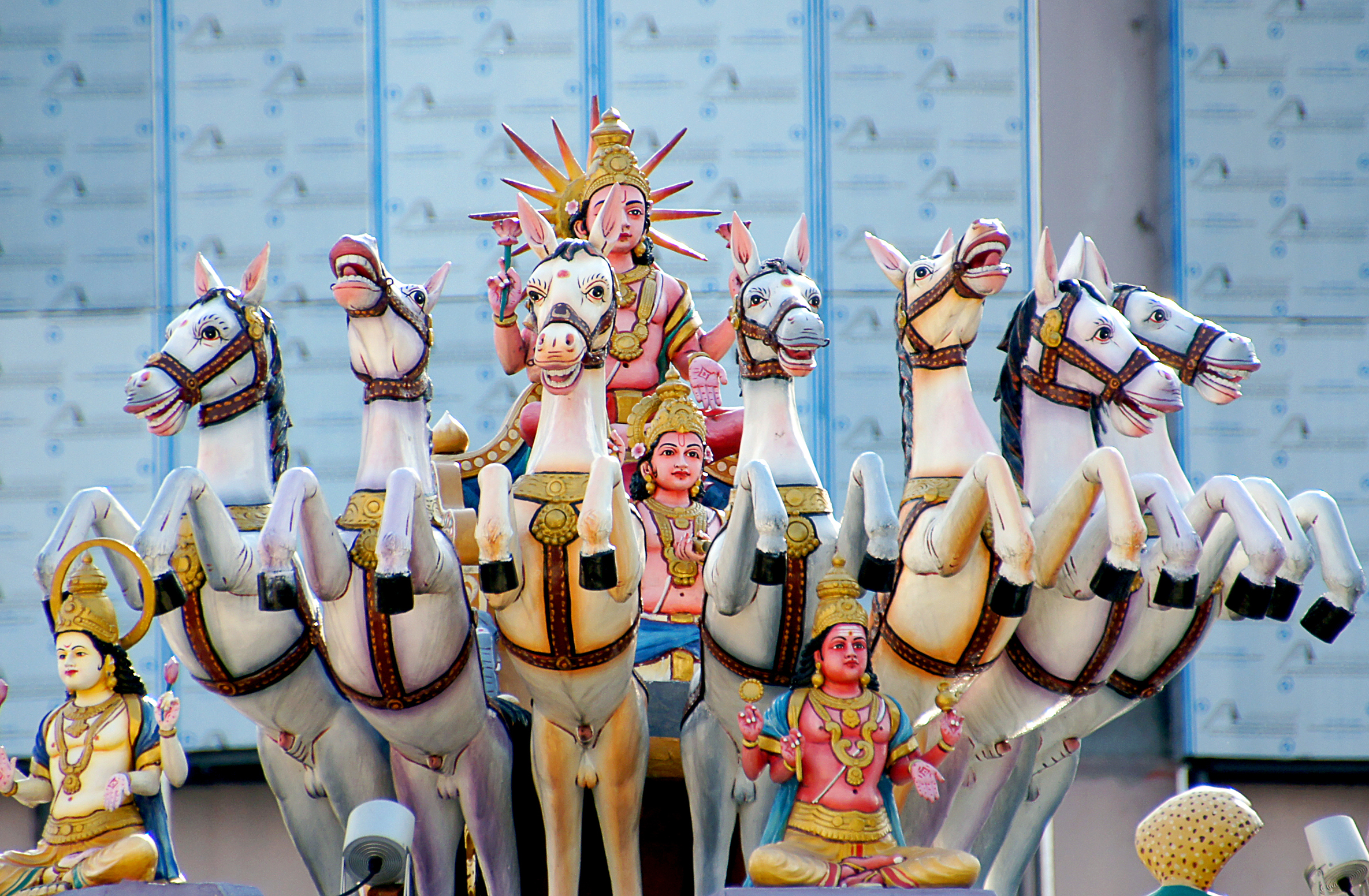
Thần mặt trời Surya của Ấn Độ

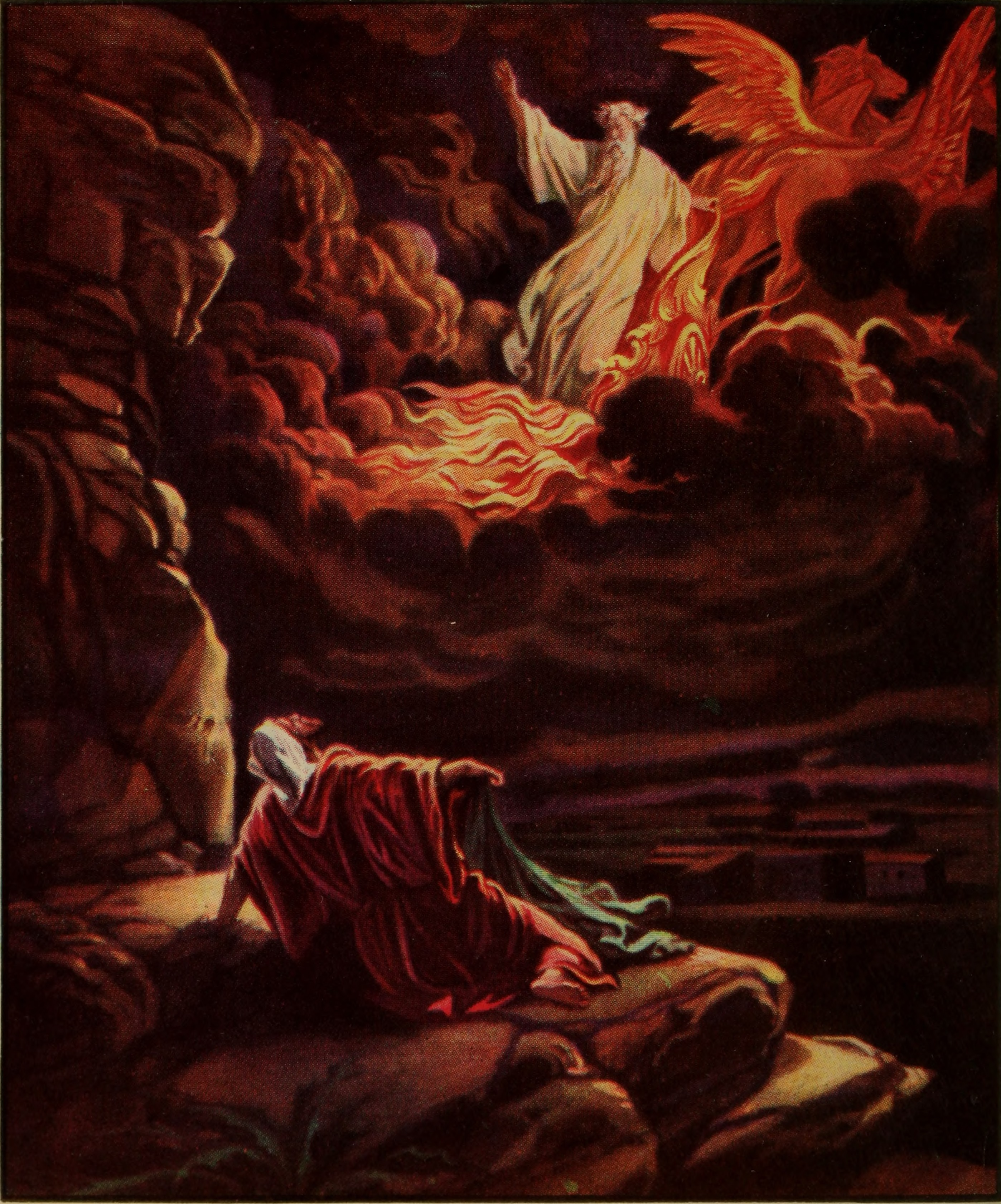
Trong Công giáo thì Chủ nhật hay Chúa Nhật tức là ngày của Thiên Chúa với hình ảnh Cha Thiên thượng Thần mặt trời

Thiên văn học Babylon từ thời kỳ đầu liên kết các ngôi sao với các vị thần, nhưng việc xác định thiên đường là nơi cư trú của một vị thần được nhân cách hóa, và sau đó là Chúa độc thần và đoàn tùy tùng của các thiên thần của ông sau này, dần dần thay thế quan niệm về các vị thần cư trú hoặc tập hợp trên đỉnh núi cao được tôn thờ như núi thiêng. Archibald Sayce (1913) lập luận về sự song song của "thần học về các vì sao" của Babylon và Ai Cập, cả hai quốc gia đều đưa việc thờ sao phổ biến vào đền thờ chính thức của các tôn giáo quốc gia tương ứng của họ bằng cách đồng nhất các vị thần với các ngôi sao hoặc hành tinh. Sùng bái thiên văn dường như không phổ biến ở Levant trước Thời đại đồ sắt, nhưng trở nên phổ biến dưới ảnh hưởng từ đế quốc Tân Assyria vào khoảng thế kỷ thứ 7 trước Công nguyên. Sự sùng bái cõi trung giới có lẽ là một nét đặc trưng ban đầu của tôn giáo ở Ai Cập cổ đại. Bằng chứng trực tiếp về sự sùng bái vũ trụ, được thấy cùng với thần mặt trời thống trị xuất hiện trước Triều đại thứ năm được tìm thấy trong Văn bản chạm khắc trong Kim tự tháp. Sự tôn sùng Osiris ngày càng tăng khiến các ngôi sao được gọi là "tín đồ" của Osiris..
Ở vùng Cận Đông, trong số các nhóm tôn giáo khác nhau vào thế kỷ IX và thứ X sau Công nguyên được đồng nhất với những người Sabian bí ẩn được đề cập trong Kinh Qur'an dường như đã tham gia vào một kiểu tôn thờ những ngôi sao huyền bí nào đó. Thuật chiêm tinh được đề cập trong Kinh Qur'an trong bối cảnh nhà tiên tri Abraham quan sát các thiên thể trong Surat al-An'am, phân tích mang tính học thuật về tín ngưỡng Hồi giáo nhấn mạnh thuyết độc thần rõ ràng được nhấn mạnh trong Kinh Qur'an và văn học Hadith. Kinh Qur'an nhiều lần nhấn mạnh đến bản chất đặc biệt của Thần và tố cáo việc gán thần tính cho bất kỳ thực thể nào khác, trên trời hay trên mặt đất. Lập trường độc thần này đã ăn sâu vào thần học Hồi giáo và được thảo luận rộng rãi trong các công trình học thuật về hệ thống tín ngưỡng Hồi giáo. Những lời dạy của Muhammad được ghi lại trong văn học Hadith, phản ánh giao ước của ông đối với thuyết độc thần và phản đối việc thờ thần tượng.
Các nghiên cứu hàn lâm về thần học Hồi giáo và tôn giáo so sánh khẳng định sự tương phản giữa thuyết độc thần Hồi giáo và việc thực hành chiêm tinh học. Các học giả và nhà nghiên cứu Hồi giáo nhấn mạnh rằng trọng tâm của tâm linh Hồi giáo vẫn chỉ tập trung vào việc thờ phượng Thiên Chúa mà không có sự liên hệ thần tính với bất kỳ thực thể nào được tạo ra, kể cả các thiên thể. Chi tiết Bóng tối thập hình là một tình tiết được mô tả trong số phúc âm kinh điển kể về bầu trời trở nên tối tăm vào ban ngày khi Chúa bị đóng đinh như một dấu hiệu cho thấy thần tính của ngài. Chúa Giêsu Kitô giữ một vị trí quan trọng trong bối cảnh chiêm tinh học Cơ Đốc giáo. Sự ra đời của ông gắn liền với một sự kiện thiên văn, được tượng trưng bằng ngôi sao của vua người Do Thái. Sự kiện này đóng một vai trò quan trọng trong việc báo trước sự xuất hiện của ông và được coi là dấu hiệu cho thấy bản tánh thần thánh của ông. Niềm tin vào Chúa Giêsu là Đấng Mê-si, Đấng được xức dầu, dựa trên các khái niệm và biểu tượng chiêm tinh. Việc kết hợp các yếu tố vũ trụ vào câu chuyện về cuộc đời và thần tính của Chúa Giêsu đã góp phần vào sự phát triển và giải thích thần học Cơ Đốc giáo.

### Phương Đông

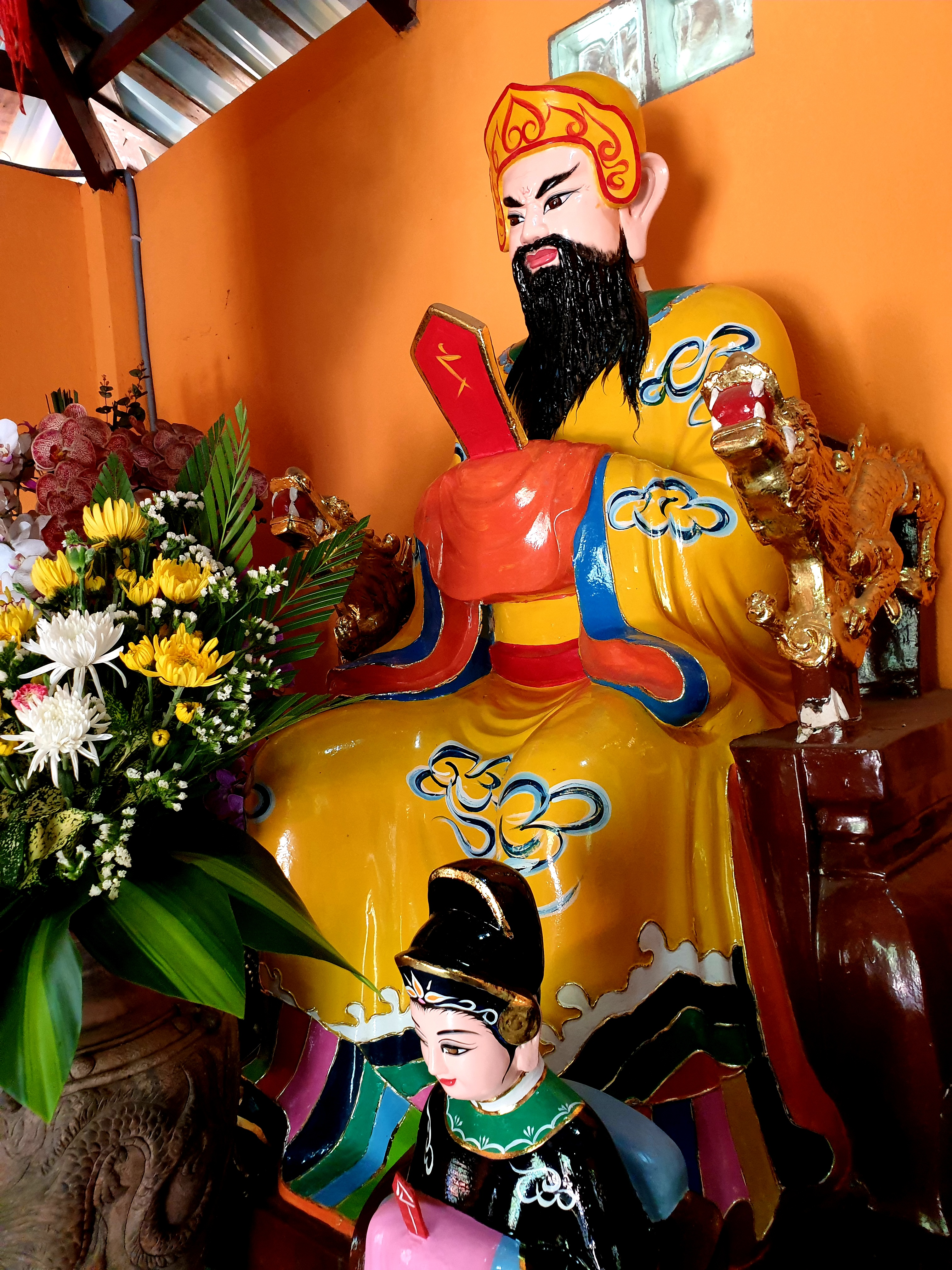
Thờ Ngọc Hoàng ở chùa Phụng Sơn

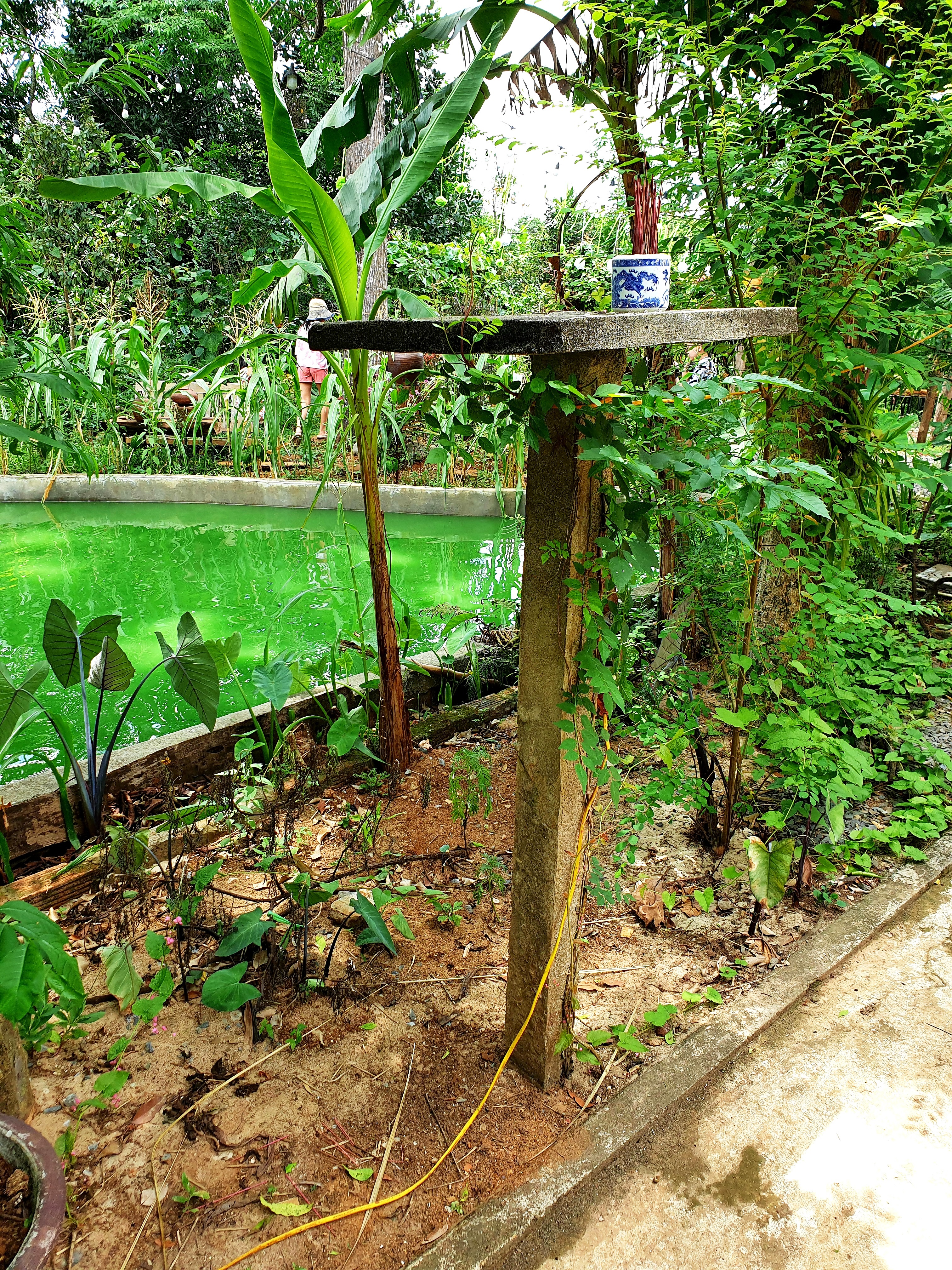
Bàn thờ Thiên ở vùng Cùa (xã Cam Nghĩa) huyện Cam Lộ

Thờ trời (thờ thiên) là một tín ngưỡng Trung Quốc mà niềm tin tôn giáo có trước Đạo giáo và Nho giáo, nhưng sau đó được hợp nhất vào cả hai tôn giáo này. Trong tín ngưỡng này thì Thượng đế (上帝) là vị chư thiên tối cao không thể đếm biết được của tín ngưỡng dân gian Trung Quốc. Theo thời gian, cụ thể là sau khi triều đại nhà Chu làm bá chủ Trung nguyên đã thực hành lễ nghi tôn thờ Thiên (天) tức là trời, Thượng đế đã đồng nhất với Thiên đế, hay Thiên giới. Trong thời kỳ triều nhà Hán, việc thờ cúng Thiên triều sẽ mang tính nghi thức cao và yêu cầu hoàng đế phải tổ chức tế lễ và thờ cúng chính thức tại bàn thờ Thiên địa, trong đó nổi tiếng nhất là Thiên Đàn ở Bắc Kinh. Việc thờ trời gắn liền với tôn kính tổ tiên và thuyết đa thần, vì tổ tiên và các vị thần được coi là trung gian giữa cõi Trời và con người. Hoàng đế Trung Hoa còn được gọi là "Thiên tử" được trao Thiên mệnh, và do đó, tính chính danh của ông với tư cách là vị quân vương có chân mệnh thiên tử thay mặt giao tiếp với Thiên địa. Văn hóa Trung Hoa còn có sự tôn thờ Tam tinh (=三星) là các vị thần của ba ngôi sao hoặc chòm sao được coi là thiết yếu trong chiêm tinh và thần thoại Trung Quốc tượng trưng cho phúc lành là Phúc-Lộc-Thọ.
Ở Việt Nam, tục thờ Thông Thiên là một tín ngưỡng thờ Trời (thờ Thiên) phổ biến ở miền Nam. Theo tín ngưỡng dân gian, Trời được xếp trước Phật trong các đối tượng được thờ, theo thứ tự "Trời-Phật-Thánh-Thần", nên việc thờ Trời là việc đầu tiên của mỗi người, mỗi nhà. Các vùng quê Nam Bộ thường đặt một bàn thờ Thông Thiên trước nhà (nhiều khi gọi là bàn thờ Ông Thiên). Hằng ngày, vào lúc chập tối, chủ nhà đốt một nén nhang, chắp tay đứng trước bàn thờ khấn vái, cầu Trời ban phước lành, sức khỏe, bình an hy vọng qua làn khói nhang tỏa lên Trời mang theo những lời cầu khẩn của gia chủ, để nguyện vọng được "thông linh" đến Trời (thông thiên), để Trời (Ơn trên) phù hộ cho người thân và gia đình mình. Đạo Hòa Hảo ngoài việc thờ Cửu Huyền Thất Tổ và các anh hùng liệt sĩ có công với đất nước, mỗi gia đình tín đồ còn có một bàn thờ Thông Thiên trước sân nhà để tưởng nhớ Trời Đất. Ở một đình chùa, lư hương được xây thành bình hương lớn, cao hơn bàn Thiên và đặt ở phía trước bàn Thiên, tạo sự trang trọng, uy nghiêm của bàn Thiên trong sân đình, chùa.
Bàn thờ thường được làm bằng gỗ đơn sơ, gồm một cây cột cao khoảng 1,5 m, phía trên đặt một tấm ván hình vuông, mỗi cạnh dài khoảng 0,4 m, khá giả thì đổ cột bê-tông và dán gạch men. Trên bàn thờ cũng có một lư hương và mấy ly nước mưa (loại ly nhỏ uống trà). Vào những ngày quan trọng như mồng một, ngày rằm thì có thêm hai chén đựng gạo, muối và mấy dĩa hoa quả. Bàn thờ Thông Thiên là nơi nối kết tâm linh giữa con người với Trời, với tổ tiên, nơi giữ mối liên hệ giữa Trời và Đất, giữa người sống và người đã khuất. Vào lúc chập tối - là thời điểm giao nhau giữa ngày và đêm, gia đình thờ ông Thiên thường thắp một cây nhang (có nơi thắp ba cây nhang) trên lư hương - Lư hương chính là nơi ở giữa trời và đất. Bàn thờ Thông Thiên có thể nhận thấy sự mộc mạc, giản dị và chân thành những cũng mang triết âm - dương, bàn thờ hình vuông tượng trưng cho đất (thuộc âm), lư hương hình tròn tượng trưng cho Trời (thuộc dương) để có vuông có tròn, có âm có dương.
Ở Tây Nam Bộ, mỗi gia đình thường có bàn thờ Thiên ở phía trước, gọi là bàn Ông Thiên hay bàn Thông Thiên. Đây là hình thức thờ cúng Ông Trời theo quan niệm dân gian. Đến nhà người dân Tây Nam Bộ, dễ dàng nhận thấy bàn thờ ông Thiên được đặt trước sân nhà, với một cây cột cao ngang đầu người. Nơi bàn Ông Thiên, gia chủ dán hai tờ giấy đỏ, một ngang và một dọc, có dòng chữ "Nghinh xuân tiếp phước" và "Thiên quan tứ phước". Nếu bàn thờ có cột trụ, bốn chữ nói trên có thể được chạm nổi trên thân cột. Tuy nhiên, hình thức phổ biến là sử dụng giấy dán. Người dân thường sử dụng hai tờ giấy đỏ có viết chữ màu vàng.  Bên cạnh đó, ở một vị trí cao ráo trên cửa nhà, họ treo một lá bùa giấy đỏ. Đầu mỗi năm, lá bùa trên cửa và hai tờ giấy trên bàn Ông Thiên được gỡ xuống và thay mới. Gỗ đào được dùng để vẽ hình hai vị Môn Thần có thể được cho là Thần Đồ và Uất Lũy. Câu ca dao "Mỗi đêm mỗi thắp đèn trời/ Cầu cho cha mẹ sống đời với con" chính là đề cập đến bàn thờ ông Thiên, với niềm hy vọng làn khói nhang từ bàn thờ ông Thiên sẽ mang những lời khẩn cầu của gia chủ. Hình thức thờ Trời cũng được thực hiện trong nhiều tôn giáo xuất hiện ở miền Nam. Đạo Cao Đài thờ Thiên Nhãn, có nghĩa là "mắt Trời", với biểu tượng hình một con mắt, tượng trưng cho Thượng Đế toàn năng, thấu rõ tất cả những hành xử dưới nhân gian.

## Chú thích

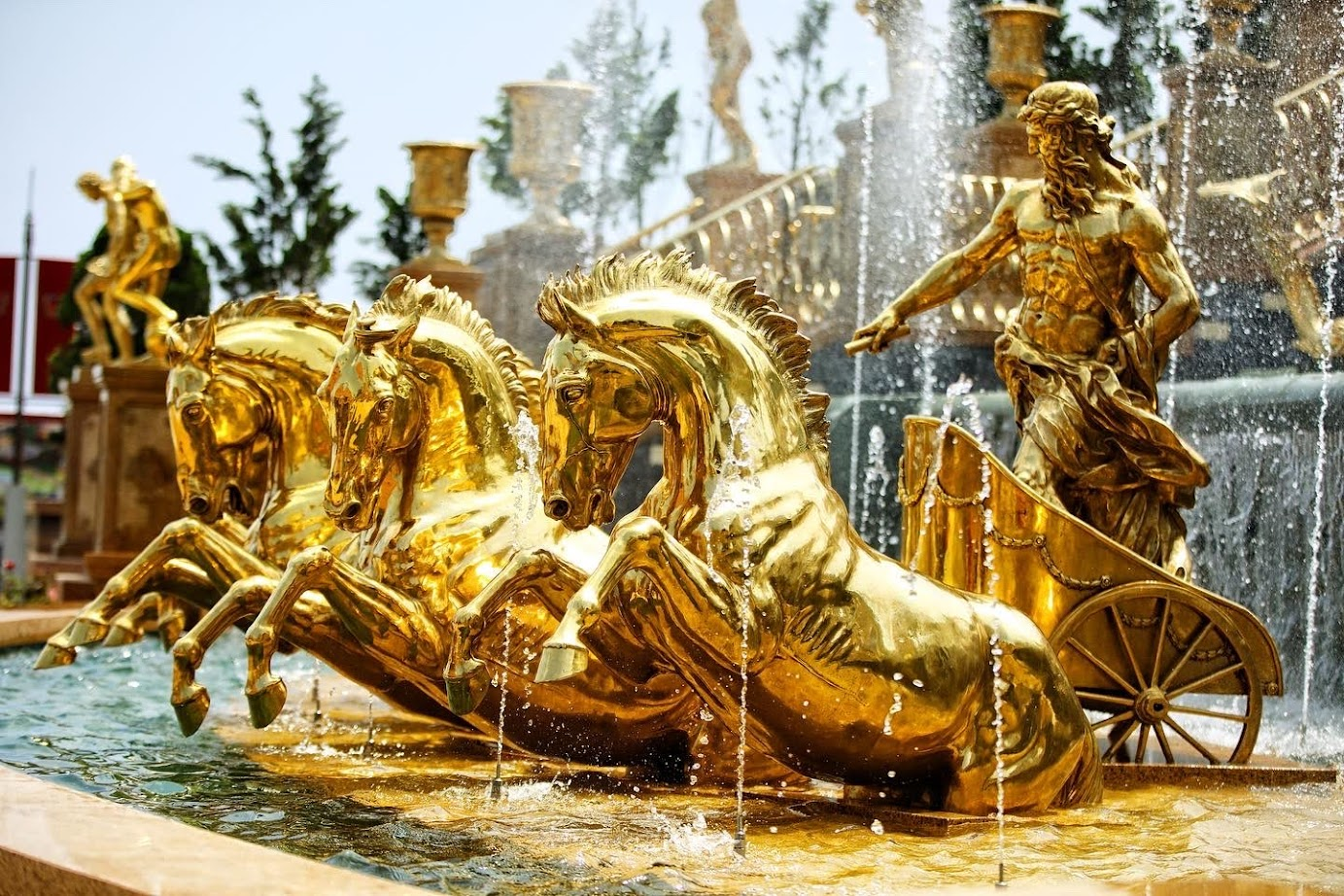
Tượng mạ vàng Thần Mặt trời trong thần thoại Hy Lạp-La Mã cưỡi cổ chiến xa tứ mã tại Khu du lịch Bà Nà Hills ở Đà Nẵng

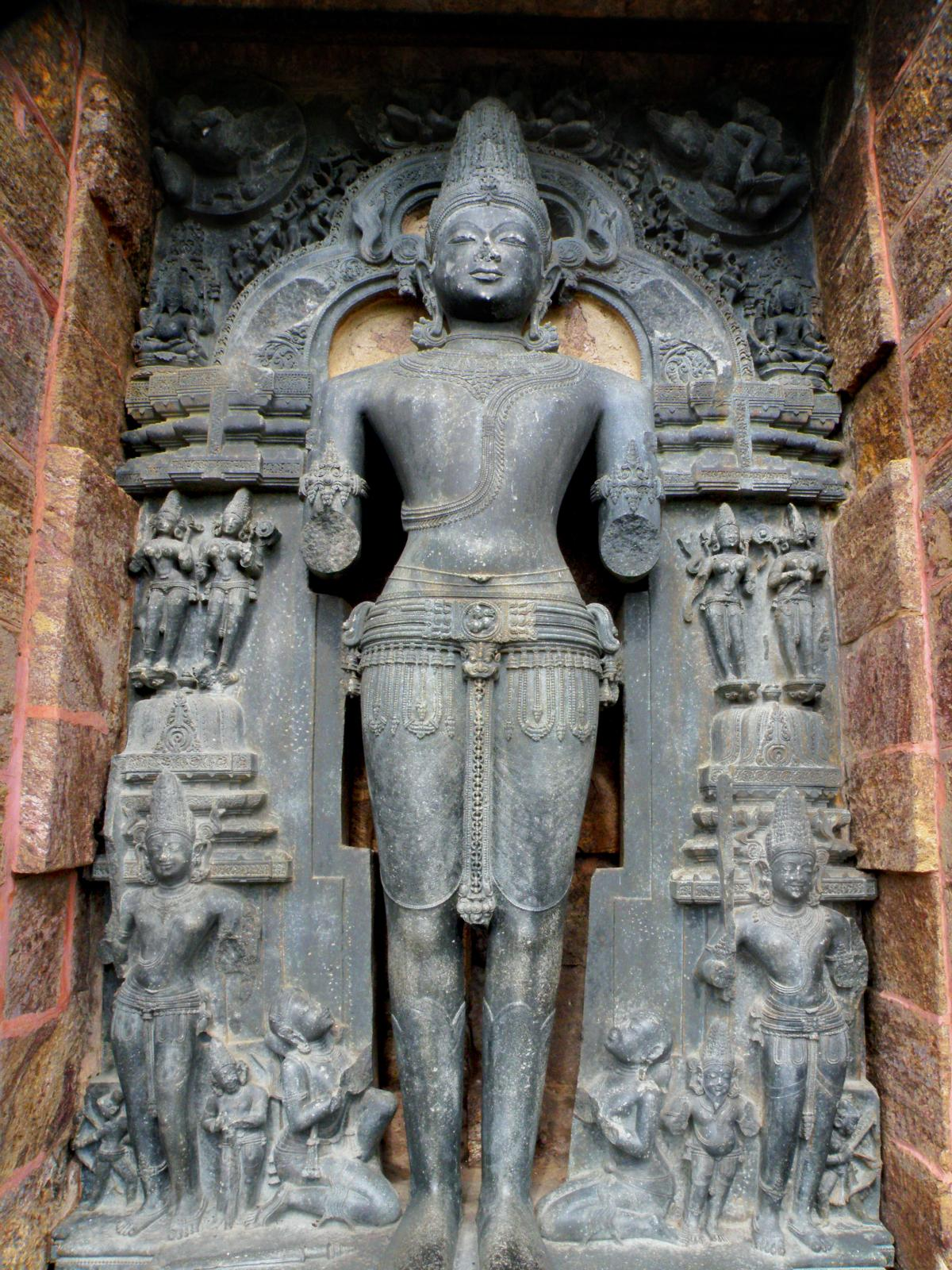
Điêu khắc Thần mặt trời Surya